# 壞孩子
《邪惡》（瑞典語：Ondskan）是瑞典導演麥克·哈夫斯強於2003年的電影作品，由安卓·威爾森主演，根據瑞典著名小說家兼記者楊·庫盧的作品改編而成，場景設定在1959年瑞典一間學校。
本片入圍2004年奧斯卡最佳外語片，並在金拉史獎獲得最佳影片、最佳攝影、最佳艺术設計共三個獎項；除此之外，在瑞典國內的票房表現也十分亮眼，觀影人次高達959,223人次，並成為該年度瑞典電影票房

## 劇情
十六歲少年艾瑞克.龐堤（Eric Ponti）自小在父母拉拉扯扯的家庭環境中出生兼長大；更在繼父的管教下變成有暴力傾向的人。亦因如此，他在就讀的學校因打架而被退學；他的母親籌得一筆款項後，便送他到一間紀律嚴謹的寄宿學校就讀一年，希望他可以擺脫繼父的陰霾繼續成長之餘亦不再凡事以暴亦暴來解決。

## 獎項
| 獎項               | 獎項         | 受獎者                         | 階段／結果 |
| ------------------ | ------------ | ------------------------------ | ---------- |
| 第76屆奧斯卡金像獎 | 最佳外語片   | 〈邪惡〉 瑞典                  | 提名       |
| 第39屆金甲蟲獎     | 最佳影片     | 〈邪惡〉                       | 獲獎       |
| 第39屆金甲蟲獎     | 最佳導演     | 麥克·哈夫斯強                  | 提名       |
| 第39屆金甲蟲獎     | 最佳男主角   | 安卓·威爾森                    | 提名       |
| 第39屆金甲蟲獎     | 最佳男配角   | 格斯特·史柯斯嘉                | 提名       |
| 第39屆金甲蟲獎     | 最佳劇本     | Hans Gunnarsson、麥克·哈夫斯強 | 提名       |
| 第39屆金甲蟲獎     | 最佳攝影     | Peter Mokrosinski              | 獲獎       |
| 第39屆金甲蟲獎     | 最佳艺术設計 |                                | 獲獎       |
| 第6屆上海國際影展  | 最佳影片     | 〈邪惡〉 瑞典                  | 提名       |
| 第6屆上海國際影展  | 最佳男主角   | 安卓·威爾森                    | 獲獎       |
| 第6屆上海國際影展  | 最佳攝影     | Peter Mokrosinski              | 獲獎       |

## 外部連結
- 互联网电影数据库（IMDb）上《Ondskan》的资料（英文）